# لوغان دورسي
لوغان دورسي (بالإنجليزية: Logan Dorsey)‏ هو لاعب كرة قدم أمريكي في مركزي الوسط والهجوم، ولد في 9 يوليو 2002 في Evergreen, Colorado ‏ في الولايات المتحدة. لعب مع نادي كولورادو سبرينغس.